# ワカコ・ヤマウチ
ワカコ・ヤマウチ（Wakako Yamauchi、漢字：山内 若子、1924年10月24日 - 2018年8月16日）は、アメリカ合衆国の劇作家、短編作家、詩人、画家。ポストン戦争強制収容センターで出会い、生涯にわたって親交を結ぶことになったヒサエ・ヤマモトとともに日系アメリカ文学を代表する女性作家である。主に邦字新聞『羅府新報』の英語版に短編や詩を発表していたが、米国初のアジア系アメリカ作家作品選集『アイイー!』に代表作「そして心は踊る」が掲載されたこと、およびこの作品をマコ岩松が自ら設立したアジア系俳優の劇団イースト・ウェスト・プレイヤーズで上演したことを機に、劇作家として高い評価を受けることになった。
ヤマウチの作品は主に、土地所有を禁止された日系移民（農民）の苦しい生活、日系人の強制収容、反日感情の強い白人社会とこれに抵抗する日系社会における伝統（男性優位、家制度）の維持、これに起因する一世女性の抑圧、複雑な母娘関係（一世と二世の断絶）を描いている。

## 背景
ワカコ・ヤマウチは1924年10月24日、カリフォルニア州インペリアル郡ウェストモアランドで日系移民一世の父・ヨサクと母・ハマ子（旧姓：町田）の第2子として生まれた。出生証明書では10月25日となっているが、なかなか名前が決まらなかったので届出が遅れたという。姉ユキコ、妹フローレンス、弟サムの4人姉妹兄弟である。一家は当時、近くのインペリアル・バレー（メキシコとの国境に近い、ソルトン湖を囲む地域）にあるブローリー (カリフォルニア州)で農業を営んでいたが、他の日系移民一世と同様に小作農であったため、農地から農地へと転々とする生活を繰り返していた。これは、1790年の帰化法で帰化は「自由な白人」のみに許されると規定されていたため、市民権を取得することができず、さらに、1913年のカリフォルニア州外国人土地法により、市民権取得資格のない外国人（主に日系および他のアジア系一世）の土地所有および3年以上の賃借が禁止されていたためである。1929年に始まった大恐慌および不作の影響で、一家は仕事を求めてオーシャンサイドに越した。農業だけで生計を立てることができなくなると、母ハマは農作業の傍ら、寺院の日曜学校で日本語を教え、さらに日系移民向けの下宿屋を始めた。

## 真珠湾攻撃 - ポストン戦争強制収容センター

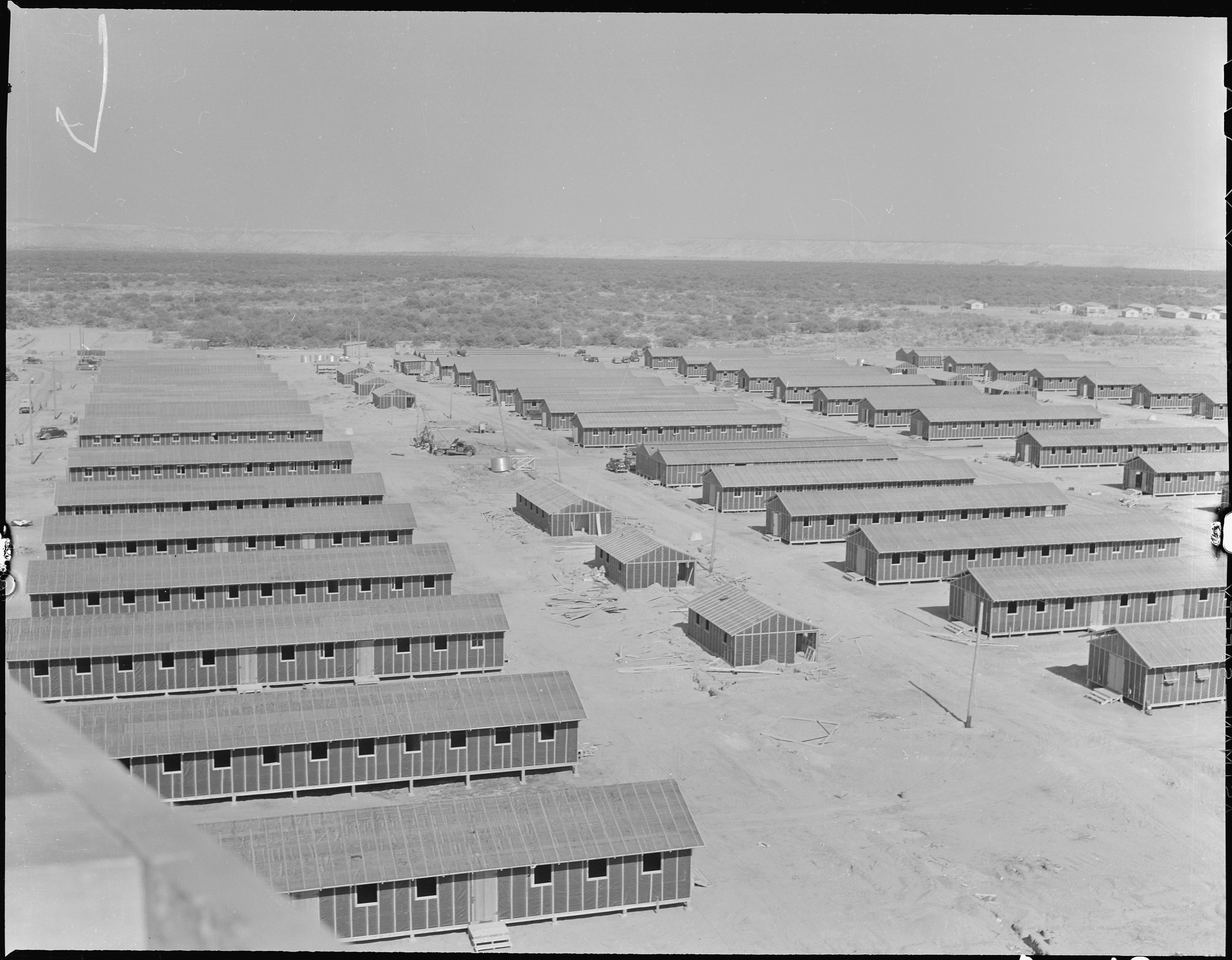
ポストン戦争強制収容センター（1942年6月1日、カレッジパーク国立古文書館所蔵）

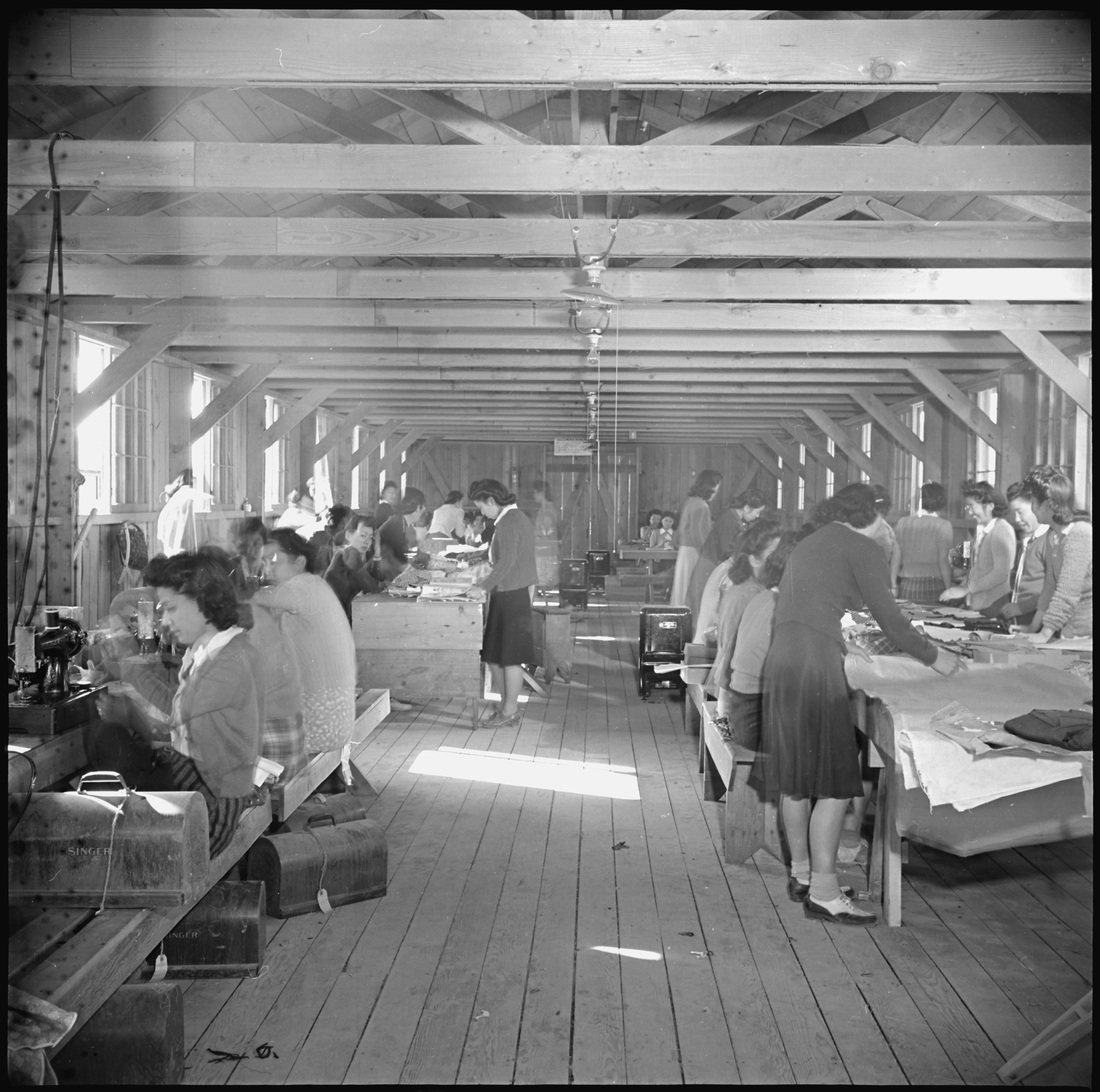
ポストン戦争強制収容センターで働く女性たち（1943年1月4日、カレッジパーク国立古文書館所蔵）

日本軍が真珠湾を攻撃した1941年12月7日、ヤマウチは17歳（高校3年生）であった。翌日、歴史の教師が「ジャップ｣による真珠湾攻撃について話したとき、米国人にとって「ジャップ」であった「自分たちが爆撃したかのように思わされ」、日本人の子供たちはみな学校に行かなくなった。1942年2月19日、ルーズベルト大統領が発令した大統領令9066号により、日系人の強制立ち退き（強制収容）が始まり、カリフォルニア州、オレゴン州、ワシントン州に住む約12万人の日系人が内陸部の10の収容所に送られた。ヤマウチは家族とともにアリゾナ州のポストン戦争強制収容センターに収容され、ここで同じ日系アメリカ人作家のヒサエ・ヤマモトに再会した。ヤマモトは当時20歳で、すでに『羅府新報』や『加州毎日』の英語版に投稿していたが、この数年前に、英語の授業でヤマウチと一緒であった弟に「すごく優秀な子」としてヤマウチを紹介され、下宿屋をしていた母ハマとも顔見知りであった。なお、ヤマモトの弟は、コロラド州のサトウキビ畑で強制労働に就かされた後、第442連隊戦闘団に志願し、イタリアで19歳で戦死した。ポストン収容所でヤマウチとヤマモトは『ポストン・クロニクル』誌を刊行した。ヤマモトは主に編集、ヤマウチは美術を担当した。二人はヤマモトが2011年に89歳で亡くなるまで文学と美術への関心を共有し、互いに励まし合いながら親交を深めた。

## 戦後
1945年8月、18か月に及ぶ強制収容の後、解放の直前に父ヨサクが死去した。帰る家もなかった一家はとりあえずサンディエゴに移り、国有のトレーラーハウスに住んだ。過酷な収容所生活と夫の死で憔悴しきった母ハマに代わりに、ヤマウチと姉のユキコは必死で仕事を探した。写真の現像・印刷の仕事に就いたが、ユキコは工場のストライキに参加したために解雇され、ロサンゼルスでアフリカ系アメリカ人の週刊紙『ロサンゼルス・トリビューン』に寄稿していた友人のもとに身を寄せた。ヤマウチは写真現像の仕事を続けながらオーティス美術学校（現オーティス美術デザイン大学）の夜間部に通った。まもなく母ハマが死去した。30年後に初めて日本を訪れたヤマウチは、「（絵や写真では表せない荘厳さと優雅さを湛えた）富士山を見たとき、果汁たっぷりの新鮮なリンゴをかじったとき、母のことを想って胸が苦しくなった。私が母の代わりに、母があれほど食べたがっていた果物を食べ、あれほど帰りたがっていた日本の風景を目にし、母の妹の手を握ることになるなんて、人生はなんて不公平なんだろう」と、ユキコに書き送っている。
1948年、同じ日系二世のチェスター・ヤマウチと結婚してロサンゼルスに居を構え、娘ジョイが生まれた。日米開戦時にカリフォルニア大学バークレー校の学生であったチェスターは、米軍への従軍の意思を問う質問27と米国に忠誠と日本への忠誠放棄を問う質問28のいずれにも「ノー」と答えた「ノー・ノー・ボーイ」であり、とりわけ、日系二世をジレンマに陥れる質問28は「28ではなく（唯一の解決策が、ある状況や規則によって不可能になる八方塞がりの状況『キャッチ＝22』）の22だ」と憤っていた。チェスターとは後に離婚するが、ヤマウチは「ヤマウチ」姓で作品を発表し続けた。
美術学校に通う傍ら、全米脚本家組合の公開講座（脚本執筆）やカリフォルニア大学バークレー校の通信講座（短編執筆）を受講した。1960年代に画家として活躍し、『サンゼルス・トリビューン』やロサンゼルスに本拠を置く邦字新聞『羅府新報』の英語版にも寄稿した。当初は作品を「白人の雑誌」に売り込もうとしたが断られた。このときヤマウチは、「白人の雑誌などどうでもいい」、「他人を喜ばせるために書くのではない」、「ヒサエ・ヤマモトの作品を読んで、自分自身を肯定することができるようになったように、自分の人生と他の人の人生を肯定するために書こう」と思った。

## アジア系アメリカ文学

### アイイー!
1974年に大きな転機が訪れた。すでに1940年代後半に執筆した代表作「そして心は踊る」所収の『アイイー! ― アジア系アメリカ作家作品選集』が発表されたのである。『アイイー!』はアジア系アメリカ人運動から生まれたアジア系アメリカ文学の記念碑的アンソロジーであり、日系ではヤマウチの作品のほか、ヒサエ・ヤマモトの短編「ヨネコの地震」、ジョン・オカダの『ノー・ノー・ボーイ』の抜粋、トシオ・モリの「すばらしいドーナツを作る女」、モトコ・イコの「金時計」が収められ、編纂したのは劇作家のフランク・チン、詩人のローソン・フサオ・イナダ、作家・大学教員のショーン・ウォン、アジア系アメリカ文学研究者ジェフリー・ポール・チャンである。「アイイー」は、「それまで長く無視されてきたアジア系作家の怒りの声」であり、アジア系アメリカ文学のマニフェストでもあった。しかも、本書が全米屈指の名門黒人大学であるハワード大学の出版局から刊行されたことも画期的なことであった。
なお、1991年には同じ編纂者による続編『ビッグ・アイイー! ― 中国系・日系アメリカ文学アンソロジー』が刊行された。本書にはヤマウチの戯曲『そして心は踊る』の第1幕のほか、ヒサエ・ヤマモトの「ミス・ササガワラ伝説」、トシオ・モリの「七丁目の哲学者」、ヒロシ・カシワギ（英語版）の戯曲「笑いと入れ歯」、モニカ・ソネの『二世娘』の抜粋、日系カナダ人作家ジョイ・コガワの『おばさん』（邦題『失われた祖国』）の抜粋、ヒロシ・カシワギの戯曲「笑いと入れ歯」ミルトン・ムラヤマ、八島太郎、ミノル・ヤスイ、カズオ・ミヤモト、ロニー・カネコなど多くの日系作家の作品（随筆、詩、俳句などを含む）が収められている。

### 日系人の経験

作物を収穫するインペリアル・バレーの農業従事者（1941年頃、国立古文書記録管理局所蔵）

ヤマウチの作品は主に、土地所有を禁止された日系移民（農民）の苦しい生活、反日感情の強い白人社会にあって男性優位の家制度（家父長制）を維持することで文化的アイデンティティを守ろうとした日系社会、そこから生じる一世女性の抑圧、複雑な母娘関係（一世と二世の断絶）、そして日系人の強制収容を描いている。とりわけ、強制収容の経験についてヤマウチは、「（収容所にいることで）最悪なのは、自分の精神が「植民」されるように服従してしまうこと、自分はほかの人々よりも劣等な人間であると考えてしまうことだ」と述べている。「そして心は踊る」は、インペリアル・バレーで農業を営むオカ家とムラタ家を中心に1930代の日系移民の生活を描いた作品であり、とりわけ、母国を追われ、しかも、女性を抑圧する日系社会からも逸脱し、異端視される一世のオカ夫人に焦点が当てられる。

### 劇作活動
『アイイー!』に掲載された「そして心は踊る」を読んだ俳優のマコ岩松が、これを彼が設立したアジア系俳優の劇団イースト・ウェスト・プレイヤーズ (EWP) で上演したいと申し出た。ヤマウチはこれを受けて初めて脚本を執筆した。戯曲『そして心は踊る』は1977年2月23日に初演された。マコ岩松とアルベルト・イサックの共同監督で、主演はマコ岩松の妻シズコ・ホシ（星静子）であった。好評を博したため、53回の連続公演を行い、EWP設立以来初の長期公演となった。演劇評論家からも絶賛され、同年、ロサンゼルス演劇評論家賞を受賞した。『そして心は踊る』は以後もたびたび上演され、2001年には、宝生あやこと八田尚之が結成した劇団手織座により日本で上演された。
これを機に以後、ヤマウチは戯曲の執筆やこれまで発表した短編の戯曲化に取り組んだ。一方、マコ岩松は、演出家ジョセフ・パップが1967年に開場し、ミュージカル『ヘアー』や『コーラスライン』を生み出したことで知られるニューヨークのパブリック・シアターでアジア系アメリカ人の俳優や劇作家を取り上げる機会がほとんどないことに抗議し、パップからヤマウチの『音楽教室』（ポストン収容所での生活を描いた作品）上演の約束を取り付けた。
ヤマウチは戯曲としては、上記のほか、『音楽教室』と同様にポストン収容所での生活を描いた『12-1-A』（12-1-Aはヤマウチが住んでいたブロックの番号）、毛沢東の妻、江青の生涯を描いた『国家主席の妻』、二人の女性をめぐる愛憎劇『形見』などがある。

## 受賞・栄誉
- リラ・ウォレス・リーダーズダイジェスト基金賞（1995年）- 3年間にわたる計105,000 ドルの奨学金。同じ年にシャーマン・アレクシー、クリストファー・デュラング、イアン・フレイザー（英語版）、ベル・フックス、ジューン・ジョーダン（英語版）、W・S・マーウィン（英語版）もこの奨学金を受けた。
- ロサンゼルス演劇評論家賞（1977年）
- ロックフェラー財団奨学金
- マーク・テーパー・フォーラム（英語版）助成金
- アジア系アメリカ研究協会・全米図書賞[8]
- 南カリフォルニア日系アメリカ人歴史協会・コミュニティー遺産賞[23]

## 著書
- Songs My Mother Taught Me: Stories, Plays, and Memoir (母が教えてくれた歌 ― 短編、戯曲、回想録), The Feminist Press at the City University of New York, 1994 - 所収作品：(* 戯曲に改作) Introduction - Garrett Hongo (序文 - ギャレット・ホンゴウ) /《田舎の物語》And the Soul Shall Dance* (そして心は踊る) / In Heaven and Earth* (天地) / Songs My Mother Taught Me (母が教えてくれた歌) / The Boatmen on Toneh River (利根川の船頭) / That Was All (それだけだった) /《The Music Lessons* (音楽教室)》/《都会の物語》The Sensei (先生) / Shirley Temple, Hotcha-cha* (シャーリー・テンプル、ホットチャチャ)/ The Handkerchief (ハンカチ) / Charted Lives (ヒットチャートに載った人生) / The Coward (臆病者) / Maybe (もしかしたら) / Makapuu Bay (マカプウ湾) / A Veteran of Foreign Wars (異国の戦争の退役軍人) / Old Times, Old Stories (過ぎ去った時代、過ぎ去った物語) / So What; Who Cares? (それがどうしたの。どうだっていいじゃない) / Otoko (男) / Afterword - Valerie Miner (あとがき ― ヴァレリー・マイナー（英語版）).
  - 「そして心は踊る」- 大学英語教材『日系アメリカ人の心と歩み (Six Short Stories by Japanese American Writers)』(山本岩夫、小林茂、桧原美恵編注、鶴見書店、1992年) 所収。
- Rosebud and Other Stories (薔薇の蕾ほか短編集), Lillian Howan (ed.), University of Hawaii Press (Series: Intersections: Asian and Pacific American Transcultural Studies), 2011 - 所収作品：Rosebud / Dogs I Owe To / Pain and Stuff / Annie Hall, Annie Hall / Onna / A Christmas Orange Story / McNisei / Family Gifting / Shigin / A Nisei Writer in America / My Mother's Cooking / Taj Mahal.

「そして心は踊る」は以下のアジア系アメリカ人作家（特に女性作家）のアンソロジーに収められた。これらはアジア系アメリカ文学のアンソロジーとしても重要である。
- Aiiieeeee!: An Anthology of Asian-American Writers (アイイー! ― アジア系アメリカ作家作品選集), Frank Chin, Jeffery Paul Chan, Lawson Fusao Inada, Shawn Wong (eds.), Howard University Press, 1974.
- Solo: Women on Woman Alone (女を独唱する女たち), Linda Hamalian, Leo Hamalian (eds.). Dell Publishing, 1977.
- Home To Stay: Asian American Fiction by Women (滞在地 / 故国), Sylvia Watanabe, Carol Bruchac (eds.), Greenfield Review Press, 1990.
- The Big aiiieeeee!: An Anthology of Chinese American and Japanese American Literature (ビッグ・アイイー! ― 中国系・日系アメリカ文学アンソロジー), Frank Chin, Jeffery Paul Chan, Lawson Fusao Inada, Shawn Wong (eds.), Meridan, 1991.
- Growing Up Asian American: An Anthology (アジア系アメリカ人の成長), Maria Hong (ed.), William Morrow, 1993 - アイデンティティ、同化、遺産をテーマとするワカコ・ヤマウチ、エイミ・タン、デイビット・ムラ（英語版）、マキシーン・ホン・キングストン（英語版）、ガス・リー（英語版）、フランク・チンほかの短編・随筆集。
- Women of the Century: Thirty Modern Short Stories (世紀の女たち), Regina Barreca (ed.), St. Martin’s, 1993.
- Literature and Society: An Introduction to Fiction, Poetry, Drama, Nonfiction (文学と社会), Pamela J. Annas, Robert C. Rosen (eds.), Prentice Hall, 1993.
- American Dragons: Twenty-five Asian American Voices (アメリカの竜), Laurence Yep (ed.), HarperCollins, 1995.

## 戯曲・脚本
上記2冊の短編集所収作品を戯曲に改作したものを含む。
| 作品                                                              | 年   | 上演                             |
| ----------------------------------------------------------------- | ---- | -------------------------------- |
| And the Soul Shall Dance (そして心は踊る)                         | 1977 | イースト・ウェスト・プレイヤーズ |
| The Music Lessons (音楽教室) - 短編「天地」改作                   | 1980 | パブリック・シアター             |
| The Trip (旅)                                                     | 1982 |                                  |
| 12-1-A                                                            | 1982 | イースト・ウェスト・プレイヤーズ |
| Face Box (顔箱)                                                   | 1984 | 汎アジア・レパートリー・シアター |
| The Memento (形見) - Face Box 改作                                | 1984 | 汎アジア・レパートリー・シアター |
| Songs That Made the Hit Parade (ヒットパレードに入った曲)         | 1989 | イースト・ウェスト・プレイヤーズ |
| A Fine Day (晴れた日)                                             |      |                                  |
| Stereoscope: Taj Mahal (実体鏡 ― タージ・マハル)                  | 1988 |                                  |
| The Chairman's Wife (国家主席の妻)                                | 1990 | イースト・ウェスト・プレイヤーズ |
| Shirley Temple, Hotcha-Cha (シャーリー・テンプル、ホットチャチャ) | 1991 | マーク・テーパー・フォーラム     |
| Not a Through Street (優先道路ではない)                           | 1991 | イースト・ウェスト・プレイヤーズ |
| What For? (何のために?)                                           | 1992 |                                  |

## 参考資料
- OBITUARY: Playwright Wakako Yamauchi, Remembered for ‘And the Soul Shall Dance’ (August 24, 2018), 羅府新報.
- Neil Genzlinger, Wakako Yamauchi, Playwright on Japanese-American Life, Dies at 93 (September 9, 2018), The New York Times.
- Yamauchi, Wakako 1924 -, Encyclopedia.com.
- Patricia Wakida, Wakako Yamauchi, Densho Encyclopedia.
- Jessica Gelt, Wakako Yamauchi, a pioneer playwright of the Japanese American experience, dies at 93 (August 24, 2018), Los Angeles Times.
- Ross M. Levine, Wakako Yamauchi - Japanese American Soul - Part 1: Childhood and the War Years / Part 2: Postwar Years / Part 3: And the Soul Shall Dance / Part 4: Career as a Playwright / Part 5: A Personal Portrait / Part 6: The Final Years, Discover Nikkei - Japanese American National Museum.
- 中島彩花、「日系アメリカ人作家Wakako Yamauchi "The Handkerchief"に見る母親の逸脱と家族関係 (埼玉県男女共同参画推進センター（With You さいたま）主催男女共同参画基礎講座「アカデミズムの扉を開く : 2013」) 」『立教大学ジェンダーフォーラム年報』第15号、2013年、49-56頁。
- 原恵理子、「沈黙のなかの記憶 : ワカコ・ヤマウチの 『そして魂は踊る』 と 『ミュージック・レッスン』」『東京家政大学研究紀要 1 人文社会科学』 2019年 41集 p.207-213
- 桧原美恵「母のつぶやき ― ワカコ・ヤマウチの短編に見られるセクシュアリティを巡って」、『アジア系アメリカ文学 ― 記憶と創造』、アジア系アメリカ文学研究会編、大阪教育図書、2001年、243-259 頁。